# Імені Тараса Шевченка (локомотивне депо)
Локомоти́вне депо́ імені Тараса Шевченка (ТЧ-5) — одне з основних локомотивних депо Одеської залізниці. Розташоване на станції ім. Тараса Шевченка. 

## Історія та опис
Локомотивне депо ім. Т. Шевченка засноване 1876 року як паровозне. З 1960-х років обслуговує тепловози серії ТЕ3, ТЕ7 та 2ТЕ10 в/і. За специфікою вантажно-пасажирське тепловозне депо.

## Діяльність
Підприємство обслуговує та ремонтує тепловози 2ТЕ10М, 2ТЕ10Ут, 2ТЕ116, ЧМЕЗ, обточує колісні пари. Забезпечує вантажні та пасажирські перевезення, зокрема роботу дизель-поїздів.

## Локомотивне господарство
На даний час (2017 рік) в приписному парку депо ім. Т. Шевченка знаходяться магістральні тепловози 2ТЕ10Ут, 2ТЕ10м,  ТЕП70, а також маневрові тепловози ЧМЕ3, ЧМЕ3т.
Депо атестоване на право поточного ремонти 3-го об'єму (ПР-3) тепловозів 2ТЕ10У, 2ТЕ10Ут, 2ТЕ10М, 2ТЕ116, ТЕП70.
Депо також обслуговує вантажні і пасажирські поїзди на електровозній тязі - електровози ЧС4, ЧС8, ВЛ80т, ВЛ80с, ВЛ80к та приміські поїзди на дизель - поїздах серії Д1.
Раніше до депо були приписані паровози Ер, тепловози 2ТЕ10Л, 2ТЕ10У, ТЕ3, ТЕ7, ТЕП10Л, дизель-поїзди Д1.

## Тягові плечі
Тягові плечі тепловозних колон:
- Імені Тараса Шевченка - Гребінка
- Імені Тараса Шевченка - Помічна
- Імені Тараса Шевченка - Миронівка (тільки маневрові поїзди)
- Імені Тараса Шевченка - Христинівка (вантажні поїзди)

Тягові плечі електровозних колон:
- Імені Тараса Шевченка - Миронівка (тільки вантажні поїзди)
- Імені Тараса Шевченка - Долинська - Тимкове (пасажирські поїзди)
- Імені Тараса Шевченка - П'ятихатки - Стикова (вантажні і пасажирські поїзди)
- Імені Тараса Шевченка - Трипілля - Київ-Пасажирський (пасажирські поїзди з 1 червня 2009 року)

Тягові плечі локомотивних бригад приміських поїздів:
- Імені Тараса Шевченка - Помічна
- Імені Тараса Шевченка - Гребінка
- Імені Тараса Шевченка - Христинівка - Умань

## Галерея

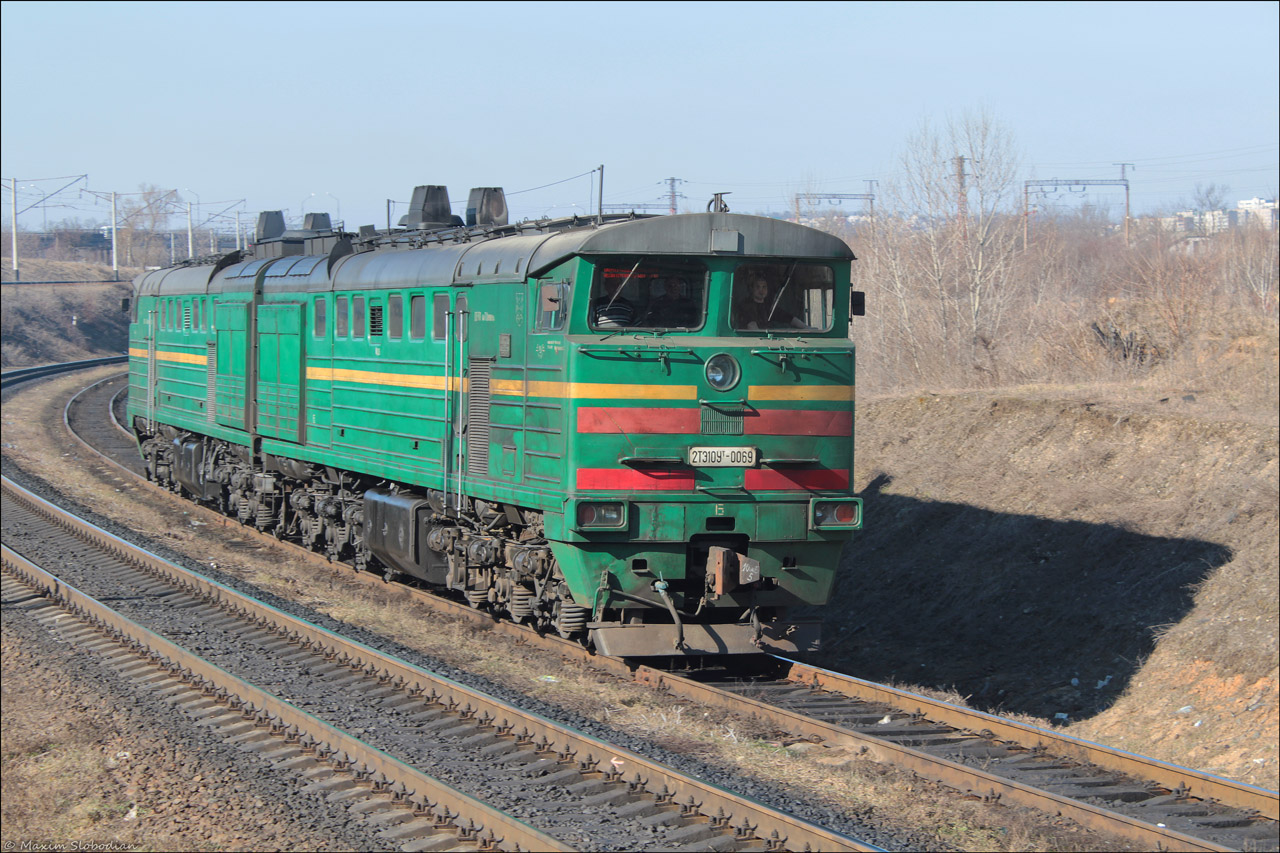
2ТЕ10УТ-0069
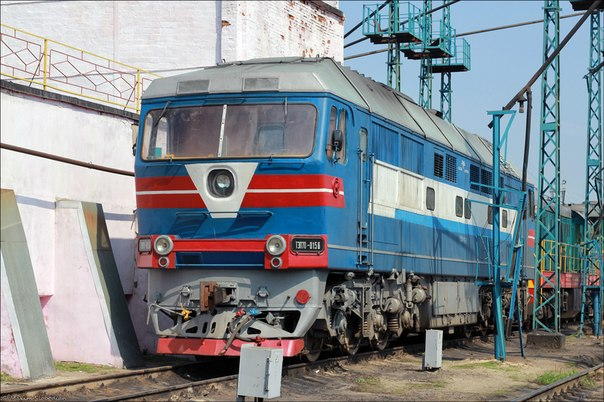
ТЕП70-0156